# Kim Jong
Kim Jong (19 april 1989) is een voormalige Noord-Koreaanse professioneel tafeltennisser. Zij speelde linkshandig met de shakehandgreep. Kim is haar achternaam.
Zij vertegenwoordigde haar land op de Olympische Zomerspelen van 2008 en 2012.

## Belangrijkste resultaten
- Goud in het gemengd dubbel op de Wereldkampioenschappen tafeltennis 2013 met Kim Hyok-bong.
- Brons in het gemengd dubbel op de Wereldkampioenschappen tafeltennis 2015 met Kim Hyok-bong.